# Super Junior
Super Junior (hangul: 슈퍼주니어, także znany jako SuJu lub SJ) – południowokoreański boysband utworzony przez producenta Lee Soo-mana, założyciela SM Entertainment w 2005 roku. Oryginalnie, Super Junior zadebiutował z dwunastoma członkami: lider Leeteuk, Heechul, Han Geng, Yesung, Kangin, Shindong, Sungmin, Eunhyuk, Donghae, Siwon, Ryeowook, i Ki-bum. Kyuhyun dołączył do zespołu w 2006 roku.
Super Junior zdobył międzynarodowe uznanie po wydaniu w 2009 roku najlepiej sprzedającego się singla „Sorry, Sorry”, tytułowej piosenki najbardziej udanego albumu Sorry, Sorry. Z biegiem lat zespół został podzielony na mniejsze grupy, jednocześnie ukierunkowane na różne branże muzyczne i odbiorców. Indywidualnie, członkowie udzielali się także jako gospodarze, osobistości telewizyjne oraz aktorzy, a ich sukcesy i popularność jako wszechstronni artyści sprawiło, że inni koreańscy menadżerowie z przemysłu rozrywkowego zaczęli szkolić swoje grupy muzyczne w innych aspektach branży rozrywkowej.
21 grudnia 2009 roku Hangeng wytoczył proces sądowy agencji SM Entertainment o unieważnienie jego kontraktu, jednak obie strony doszły do porozumienia dopiero 27 września 2011 roku, wtedy też Hangeng przestał oficjalnie być członkiem zespołu. Kibum postawił na karierę aktorską i oficjalnie opuścił Super Junior 18 sierpnia 2015 roku. Henry, członek podgrupy Super Junior-M, odszedł z wytwórni oraz z Super Junior 30 kwietnia 2018 roku. 
Zespół jest jedną z grup muzycznych z największą liczbą sprzedanych egzemplarzy albumów w Korei Południowej.

## Historia

### 2005–2006: ProjektSuper Junior
Na początku 2005 roku Lee Soo-man ogłosił, że przygotowywał debiut grupy projektowej składającej się z 12 mężczyzn, którzy mieliby zadebiutować pod koniec roku. Nazwał tę grupę śpiewającą „brama do odniesienia sukcesu w Azji”, ponieważ większość członków tej grupy została wybrana ze względu na swoje wcześniejsze doświadczenia jako aktorzy, MC, modele i prowadzący radiowi przed debiutem. Heechul i Kibum byli już wtedy uznanymi aktorami, a większość pozostałych członków występowała już w telewizji i mediach. Zainspirowany koncepcją japońskiej grupy Morning Musume, Lee powiedział, że jego nowa grupa będzie również doświadczać zmian w składzie, a nowi członkowie będą co roku zastępować niektórych członków, aby utrzymać grupę stale młodą i wszechstronną.
Zanim grupa zyskała obecną nazwę, firma po prostu nazywała ich „juniorami”, jako odniesienie do młodego wieku, w którym po raz pierwszy zostali stażystami SM Entertainment. Ostatecznie zadebiutowali jako Super Junior 05 – pierwsza generacja Super Junior. Pierwszy występ zespołu przed oficjalnym debiutem odbył się na kanale Mnet 11 września 2005 roku. Oficjalnie zadebiutowali w programie muzycznym Inkigayo 6 listopada, gdzie wykonali główny singel z pierwszego albumu – piosenkę „Twins (Knock Out)”, a debiutancki album studyjny Super Junior05 ukazał się 5 grudnia 2005 roku. Album ten w pierwszym miesiącu dystrybucji sprzedał się w nakładzie 28 536 kopii, co dało trzecie miejsce na koreańskiej liście przebojów.
W lutym 2006 roku Super Junior 05 rozpoczęli występy z piosenką „Miracle”, drugim singlem promocyjnym z debiutanckiego albumu. Piosenka uplasowała się na szczycie tajwańskiej listy przebojów, przyciągając uwagę zagranicznych mediów.
Po zakończeniu promocji „Miracle” SM Entertainment zaczęło wybierać nowych członków do drugiej generacji – Super Junior 06. Firma przygotowała nawet listę wybranych członków, którzy mieli ukończyć tę grupę, jednak porzuciła koncepcję rotacyjną po dodaniu trzynastego członka, Kyuhyuna, w 2006 roku. Od tego czasu grupa stała się znana jako Super Junior. Eunhyuk pośrednio wyjaśnił w programie telewizyjnym, że członkowie grupy SHINee mogli należeć do tego zespołu, ale to było brane pod uwagę, zanim Kyuhyun zakończył koncepcję rotacyjną.
Po dodaniu Kyuhyuna do grupy, Super Junior wydali singel „U” do darmowego pobrania 25 maja 2006 na ich oficjalnej stronie. W ciągu pięciu godzin od udostępnienia ilość pobrań przekroczyła 400 tys., a ostatecznie przekroczyła 1,7 miliona pobrań, powodując zawieszenie serwera. Fizyczny singel „U” z trzema utworami został wydany 7 czerwca, a ostatecznie sprzedano ponad 76 tys. sztuk w Korei Południowej. Singel stał się jednym z najpopularniejszych piosenek Korei w tym roku, zajmując pierwsze miejsca przez pięć kolejnych tygodni w dwóch najpopularniejszych programach muzycznych w kraju. Do końca roku Super Junior zdobyli ponad siedem nagród w pięciu większych ceremonii wręczenia nagród muzycznych w Korei Południowej i byli jednym z trzech zwycięzców nagrody „najlepszy debiutant” podczas 21. Golden Disk Awards.
W listopadzie 2006 powstała pierwsza podgrupa, Super Junior-K.R.Y, w której skład weszli najzdolniejsi członkowie pod względem wokalnym - Kyuhyun, Ryeowook i Yesung. Zespół wykonał swój pierwszy singel „The One I Love” (kor. 한 사람만을) 2 listopada, piosenkę przewodnią koreańskiego serialu telewizyjnego Hyena, do którego także nagrali utwór „The night Chicago died”. Piosenkę „The One I Love” wykonali w programie muzycznym Music Bank 5 listopada 2006 roku.

### 2007–2008: Przełom i drugi albumDon’t Don
W lutym 2007 roku powstała kolejna podgrupa, Super Junior-T, w której skład weszli Leeteuk, Heechul, Kangin, Shindong, Sungmin i Eunhyuk. Podgrupa wykonywała muzykę trot. Pierwszy singel grupy „Rokkugo!!!” (kor. 로꾸거!!!) ukazał się 23 lutego 2007 roku, a dwa dni później zadebiutowali w programie Inkigayo.
Drugi album studyjny Don’t Don ukazał się 20 września 2007 roku, debiutując od razu na pierwszym miejscu najważniejszych list przebojów Korei. W pierwszym tygodniu album sprzedano w liczbie 60 tys. kopii. Pod koniec roku sprzedaż albumu wzrosła do 164 058, co sprawiło, że Don’t Don stał się drugim najlepiej sprzedawanym albumem tego roku. Album odniósł także ogromny sukces na Tajwanie. 5 listopada ukazała się wersja Repackage albumu.
Super Junior za swój drugi album otrzymali szereg nagród w Korei Południowej, w tym dwie nagrody podczas 22. Golden Disk Awards.
W październiku 2007, SM Entertainment ogłosiło powstanie nowej podgrupy, Super Junior-M, która miała skupić się głównie na promocji w Chinach. Zadebiutowała w kwietniu 2008 roku w składzie Han Geng, Siwon, Donghae, Kyuhyun, Ryeowook, a także z dwoma nowymi członkami podgrupy – Henrym i Zhou Mi. Mimo że stworzenie podgrupy początkowo wywołało konflikt między fanami grupy a ich kierownictwem, Super Junior-M stali się najbardziej udaną podgrupą Super Junior, wyprzedając dwa koncerty w Hongkongu i byli grupą idoli z największą liczbą podpisanych umów w Chinach. Zdobyli liczne nagrody na chińskich festiwalach muzycznych i zdobyli uznanie krytyków po wydaniu singla „Super Girl” z ich drugiej płyty o tym samym tytule, która przyniosła im nominację do nagrody „najlepsza grupa wokalna” podczas 21. Golden Melody Awards. Czwarta podgrupa Super Junior powstała wkrótce po debiucie Super Junior-M. Podgrupa Super Junior-H składająca się z pięciu członków z Super Junior-T oraz Yesunga zadebiutowała z minialbumem Cooking? Cooking! 5 czerwca 2008 roku. W listopadzie 2008 roku Super Junior-T zadebiutowali w Japonii, we współpracy z japońskim duetem komediowym Moeyan. Ich singel „Rokugo!” (jap. ロクゴ!), będący japońską wersją koreańskiej piosenki „Rokuko”, ukazał się 5 listopada 2008 roku i uplasował się na 14. miejscu listy Oricon Weekly Single Chart.
Pierwsza azjatycka trasa Super Junior, Super Show, rozpoczęła się 22 lutego 2008 roku w Seulu. Oprócz Seulu Super Junior wystąpili w Bangkoku, Szanghaju i Nankinie. Grupa wzięła udział w udanym dwudniowym spotkaniu z fanami w Japonii w Nippon Budōkan w Tokio, sprzedając 12 tys. biletów w kilka dni. Debiutancki japoński singel zespołu, „U/Twins” (jap. U/ツウィンズ), który uplasował się na 8 pozycji listy singli Oricon.
W sierpniu 2008 Super Junior otrzymali nagrodę MTV Asia Music Award dla ulubionego artysty Koreańskiego.

### 2009–2010: Zagraniczny sukcesSorry, SorryiBonamana
Trzeci studyjny album Sorry, Sorry ukazał się 12 marca 2009 roku. Był to pierwszy album zespołu, który zadebiutował na pierwszym miejscu listy Hanteo, sprzedając się w nakładzie ponad 29 tys. egzemplarzy pierwszego dnia. Po zaledwie miesiącu premiery album stał się najlepiej sprzedającym się albumem w Korei Południowej w 2009 roku, a ostatecznie sprzedał się w liczbie ponad 250 tys. egzemplarzy w Korei Południowej. Promocja albumu rozpoczęła się 13 marca występem w Music Bank, gdzie Super Junior wykonali singel promujący - Sorry, Sorry oraz utwór Why I Like You. Dwa tygodnie później Sorry, Sorry było już numerem jeden tego programu. Singel stał się hitem, zdobył łącznie dziesięć wygranych w programach muzycznych. Album cieszył się ogromnym zainteresowaniem poza Koreą. Został numerem jeden na listach przebojów na Tajwanie, Filipinach i w Chinach. Sorry, Sorry wygrał kilka nagród podczas 24. Golden Disk Awards, w tym Disk Daesang (Record of the Year).
Po sukcesie albumu Super Junior rozpoczęli swoją drugą azjatycką trasę koncertową Super Show 2 17 lipca 2009 roku koncertem w Seulu.
Mimo że Kibum był pokazywany w reklamach i filmach promujących Super Show 2, oficjalnie nie uczestniczył w trasie koncertowej i ogłosił swoją tymczasową przerwę w aktywności zespołu, w celu kontynuowania kariery aktorskiej. W październiku 2009 roku Kangin został oskarżony o prowadzenie pod alkoholu i spowodowanie wypadku. W grudniu Han Geng złożył wniosek o rozwiązanie umowy z SM Entertainment, w którym stwierdził, że warunki jego umowy były surowe i niezgodne z prawem. 5 lipca 2010 roku Kangin rozpoczął dwuletnią obowiązkową służbę wojskową.
Super Junior wydali czwarty album studyjny Bonamana 13 maja 2010 roku. W promocji albumu udział wzięło jedynie dziesięciu członków. Główny singel z płyty został wydany cyfrowo 10 maja. Teledysk do utworu „Bonamana” w ciągu jednego dnia obejrzało 1 milion osób na YouTube. Album sprzedał się w Korei Południowej w liczbie ponad 300 tys. egzemplarzy, wyprzedając poprzednią płytę. Bonamana był notowany na szczycie tajwańskiej listy koreańsko-japońskich przebojów przez 61 tygodni, pobijając ich poprzedni rekord.
14 sierpnia Super Junior rozpoczęli swoją trzecią trasę koncertową Super Show 3. Zespół zawitał do Pekinu, Szanghaju, Bangkoku, Tajpej, Singapuru, Kuala Lumpur i Manili. Każdy z koncertów został wyprzedany.

### 2011–2012:Mr. Simple, światowa trasaSuper Show 4iSexy, Free & Single
W lutym 2011 roku Super Junior wydali filmową wersję 3D swojej trasy Super Show 3 3D w kinach sieci CJ CGV i Primus. Film zadebiutował na szóstej pozycji w rankingu box office i stał się najlepiej sprzedającym się filmem 3D w Korei. Po komercyjnym sukcesie trasy w Japonii grupa wydała 8 czerwca japońską wersję singla „Bonamana”, który zadebiutował na drugim miejscu na liście Oricon Daily Singles Chart, sprzedając się w liczbie ponad 59 tys. kopii w pierwszym tygodniu.
Album Mr. Simple ukazał się 2 sierpnia 2011 roku i zadebiutował na 1. miejscu listy Gaon Album Chart, z liczbą 287 427 sprzedanych kopii. Album utrzymał się na pierwszej pozycji przez cztery tygodnie, a liczba sprzedanych kopii wzrosła do 441 tys. w Korei Południowej do października 2011 roku. Tytułowa piosenka Mr. Simple wygrała już pierwszego dnia comebacku grupy w programie M Countdown, ostatecznie zdobywając „Triple Crown”. We wrześniu Heechul tymczasowo opuścił zespół z powodu służby w armii. Super Junior rozpoczęli swoją pierwszą światową trasę Super Show 4 w listopadzie. Czwarty japoński singiel grupy, japońska wersja „Mr.Simple”, został wydany 7 grudnia w Japonii, jednak nadal nie został uznany jako ich oficjalny japoński debiut przez SM Entertainment.
Grupa, razem z członkami Super Junior-M – Zhou Mi i Henrym, nagrała również piosenkę „Santa U Are The One” na album 2011 Winter SM Town „The Warmest Gift”, wydany 13 grudnia 2011 roku. Dodatkowo, Donghae i Eunhyuk wydali swój wspólny CD singel Oppa, Oppa (kor. 떴다 오빠 (Oppa, Oppa)) 16 grudnia i wystąpili z tytułową piosenką w programie Music Bank tego samego dnia.
W 2012 roku Super Junior zakończyli swoją trasę światową Super Show 4 w 10 miastach: Seulu, Osace, Tajpej, Singapurze, Makau, Bangkoku, Paryżu, Szanghaju, Dżakarcie i Tokio.
W czerwcu 2012 roku SM Entertainment ogłosiło, że Kangin powróci do Super Junior, by wydać razem szósty album Sexy, Free & Single, który został wydany online 1 lipca oraz w sklepach 4 lipca. SM wydało teledysk do utworu tytułowego 3 lipca. Wersją B albumu została wydana 16 lipca, tylko z inną okładką. Osiągnął wysokie pozycje na iTunes w kilku krajach między innymi w Australii, Francji, Peru czy Japonii. Zajął trzecie miejsce na liście World Albums Billboardu, zadebiutował na 1. miejscu na listy Gaon Album chart, sprzedając się w liczbie 335 744 kopii w pierwszym miesiącu. 5 sierpnia ukazał się repackage album Sexy, Free & Single, zatytułowany SPY, zawierający cztery nowe utwory „SPY”, „Outsider”, „Only U” (skomponowany przez Leeteuka) i „Haru” (skomponowany przez Donghae).

### 2013–2014:Super Show 5,Mamacitai światowa trasaSuper Show 6
W lutym 2013 roku zespół ogłosił swoją kolejną światową trasę Super Junior World Tour – „Super Show 5”, która zaczęła się w marcu w Seulu. Grupa odwiedziła takie miejsca jak Chiny, Europa, Ameryka Północna oraz Ameryka Południowa.
24 lipca zespół wydał pierwszy japoński album studyjny, pt. Hero, który zajął 2. miejsce na liście albumów Oricon.
10 listopada Eunhyuk, Kangin, Siwon i Kyuhyun dali specjalny wykład w Oxford Union Debash Chamber Uniwersytetu Oksfordzkiego, zatytułowany „Super Junior: The Last Man Standing”. Wydarzenie było zorgannizowane wspólnie przez Oxford University Korea Society (OUKS), Oxford University Asia-Pacific Society (OUAPS) i Oxford Union.
W sierpniu 2014 SM Entertainment ogłosili, iż Leeteuk oraz Heechul powrócą do Super Junior po swoim dwuletnim pobycie w wojsku, aby nagrać ich siódmy album Mamacita. Album ukazał się w sklepach 1 września. Po 3 dniach od wydania album zajął pierwszą pozycję na liście Billboard's World Albums Chart.
Ich światowa trasa Super Show 6 rozpoczęła się we wrześniu 2014 w Seulu. Zespół zagrał tam trzy koncerty od 19 do 21 września na Jamsil Arena, przekraczając tym samym liczę 100 zagranych koncertów. Super Junior to pierwsi Koreańscy artyści którzy zagrali ponad 100 koncertów na całym świecie.
27 października zespół wydał specjalną edycję albumu Mamacita zatytułowaną This Is Love. Piosenka This Is Love osiągnęła pierwsze miejsce na wielu listach, między innymi na Hanteo Chart oraz Sinnara Records.

### 2015–2016:DevilorazMagic
16 lipca 2015 Super Junior wydali specjalny album Devil na cześć 10 rocznicy powstania zespołu. Piosenka przewodnia albumu pod tym samym tytułem zajęła pierwsze miejsce na iTunes w dziesięciu krajach oraz została ogłoszona przez Billboard jako Best Single In Years. Zespół zaprezentował nowe piosenki z płyty – m.in. „Devil”, „We Can”, „Don't Wake Me Up” oraz „Alright” – po raz pierwszy podczas dwóch dodatkowych koncertów Super Show 6 w Seulu 11 i 12 lipca.
16 sierpnia Super Junior wygrali dwie statuetki na gali Teen Choice Awards w kategoriach International Arist oraz Best Fandom. 
18 sierpnia, za pośrednictwem Instagrama, Kibum (który był zawieszony w działaniach zespołu od 2009 roku) ogłosił, iż opuszcza on SM Entertainment oraz Super Junior.
W sierpniu 2015 SM Entertainment ogłosiło, iż Super Junior powrócą z drugą częścią ich specjalnego albumu, aby podziękować fanom za wsparcie przez 10 lat istnienia zespołu. 15 września ukazał się teledysk do piosenki przewodniej albumu pod tytułem Magic, natomiast cały album ukazał się dzień później. Był to ostatni album wydany, zanim Eunhyuk, Donghae i Siwon wstąpili do wojska.

### 2017–2018:Play, światowa trasaSuper Show 7iOne More Time
4 stycznia 2017 SM Entertainment potwierdziło, że Super Junior powrócą w drugiej połowie 2017 roku, będzie to pierwszy powrót grupy po dwuletniej przerwie. 27 września oficjalna strona internetowa Super Junior rozpoczęła odliczanie do 6 listopada – daty dwunastej rocznicy, ogłaszając ją jako datę premiery ósmego albumu. Reality show SJ Returns - Super Junior Real Comeback Story pokazujący powstawanie płyty, rozpoczął emisję 9 października. 30 października został wydany teledysk do utworu „One More Chance” jako wydawnictwo zapowiadające płytę. 31 października wytwórnia zarządzająca zespołem, SJ Label, ogłosiła, że Choi Si-won nie weźmie udziału w działaniach promocyjnych albumu Play z powodu niedawnego śmiertelnego incydentu z udziałem psa należącego do jego rodziny.
6 listopada Super Junior zorganizowali konferencję prasową, na której omówili ósmy album Play wydany tego samego dnia. Play składał się z 10 utworów, z których głównym był „Black Suit”. Tego samego dnia został wydany teledysk do „Black Suit” na YouTube, zdobywając 3 miliony wyświetleń w ciągu 24 godzin.
28 września Label SJ ogłosiło, iż pierwszy koncert w ramach trasy Super Show 7 odbędzie się w grudniu w Seulu. 6 grudnia Super Junior wydali swój japoński singel „On and On”, który został skomponowany wyłącznie przez Siwona.
W marcu 2018 roku zapowiedziano, że 12 kwietnia ukaże się repackage album Replay. W dniu premiery płyty ukazał się również teledysk do głównego singla „Lo Siento”. Piosenka została wyprodukowana przez amerykańską piosenkarkę Leslie Grace. „Lo Siento” zadebiutowała na 13. pozycji na liście Latin Digital Sales Billboardu, dzięki czemu Super Junior stali się pierwszymi artystami K-popowymi odnotowanymi na tym wykresie. Utwór zadebiutował również na 2. miejscu na światowej liście World Digital Song Sales.
17 września zespół zapowiedział kolejny comeback w 7-osobowym składzie. Minialbum One More Time ukazał się 8 października. Główny singel z albumu, zatytułowany „One More Time (Otra Vez)”, powstał we współpracy z meksykańskim zespołem REIK.

### 2019–2020:Time SlipiI Think U
7 maja 2019 roku Kyuhyun zakończył swoją służbę wojskową, jako ostatni członek zespołu. Zespół poinformował o planie wydania albumu w pełnym składzie w drugiej połowie 2019 roku, chociaż tylko dziewięciu aktywnych członków wzięło udział w comebacku; Sungmin w międzyczasie prowadził solową aktywność.
3 czerwca roku ogłoszono, że Super Junior wystąpią w Al Johra Stadium w Arabii Saudyjskiej. 2 lipca wytwórnia SJ potwierdziła tę wiadomość wraz z datą koncertu – 12 lipca. Sprzedaż biletów na „Super Show 7S” rozpoczęła się 3 lipca; z powodu dużego ruchu strona stadionu uległa awarii po 5 minutach od uruchomienia spzredaży, a bilety zostały ostatecznie wyprzedane po trzech godzinach.
13 lipca podgrupy Super Junior-K.R.Y. oraz Super Junior-D&E wystąpiły w ramach festiwalu Jeddah Season Festival, dzieląc scenę z gwiazdami światowymi, takimi jak Andrea Bocelli i Mariah Carey. To był pierwszy występ K-popowy w Dżuddzie, jednym z najważniejszych miast w Arabii Saudyjskiej, potwierdzający status Super Junior jako „Króla Hallyu”.
11 lipca wytwórnia SJ ogłosiła, że Kangin dobrowolnie opuścił zespół, chociaż utrzyma kontrakt z SM i SJ do końca.
Dziewiąty album studyjny, pt. Time Slip, ukazał się 14 października i został nagrany w dziewięcioosobowym składzie. Album promowały cztery wcześniej wydane single: „Show”, „Somebody New”, „The Crown” i „I Think I”, a także główny singel „SUPER Clap”. Zespół rozpoczął też ósmą trasę koncertową Super Show 8: Infinite Time 12 października koncertem w Seulu.
28 stycznia 2020 roku ukazał się repackage album Timeless, który zawierał dodatkowo cztery nowe piosenki, w tym główny singel „2YA2YAO!”. Dzień później ukazał się japoński minialbum I THINK U, nakładem Avex Trax. Zawierał m.in. japońską wersję piosenki „I Think I”.
W maju 2020 roku ogłoszono, że Super Junior będą główną gwiazdą szóstego koncertu z serii koncertów online zorganizowanych wspólnie przez SM Entertainment oraz Naver – Beyond LIVE (poprzez usługę streamingu na żywo z wykorzystaniem technologii). To był pierwszy koncert Super Junior po odwołaniu kilku koncertów trasy Super Show 8 w 2020 roku ze względu na pandemię koronawirusa. Został zorganizowany jako jeden z projektów z okazji 15-lecia debiutu zespołu. Koncert odbył się 31 maja i zebrał publiczność liczącą ponad 123 tys. osób z całego świata. Przychód oszacowano na ponad 60 miliardów wonów. Podczas koncertu Super Junior wykonali także utwory podgrup. Podczas koncertu zaprezentowali także „Home”, nowy utwór podgrupy Super Junior-K.R.Y., który został wydany 8 czerwca 2020 roku na płycie When We Were Us.

### Od 2020:The RenaissanceorazStar
Premiera dziesiątego koreańskiego albumu studyjnego, pt. The Renaissance, została zapowiedziana na grudzień 2020 roku. Przedpremierowy utwór z płyty, zatytułowany „The Melody”, został wydany 6 listopada. W tym samym miesiącu zespół podpisał kontrakt z amerykańską agencją firmą ICM Partners, która będzie reprezentować ich w innych regionach poza Azją. 10 grudnia poinformowano, że premiera płyty zostanie przesunięta na styczeń 2021 roku w celu poprawy jakości albumu. W międzyczasie, 12 grudnia, Super Junior zaprezentowali nowy utwór podczas rozdania The Fact Music Awards w 2020 roku. 8 stycznia 2021 roku ogłoszono, że nowa data premiery to 16 lutego. Jednak 1 lutego poinformowano o ponownym przesunięciu premiery na 16 marca.
27 stycznia 2021 roku zespół wydał również japońską kompilację Star z okazji 15-lecia istnienia. Album został wydany przez japońską wytwórnię Avex Trax i zawierał tylko dwa nowe utwory – „Star” i „Coming Home”. Wydawnictwo zostało dobrze przyjęte, osiągając 5. miejsce na liście Oricon Weekly Albums Chart.

## Członkowie
| Pseudonim | Prawdziwe imię | Prawdziwe imię | Data urodzenia       | Pozycja                                 | Podgrupa                                                                   | Status         |
| Pseudonim | Latynizacja    | Hangul         | Data urodzenia       | Pozycja                                 | Podgrupa                                                                   | Status         |
| --------- | -------------- | -------------- | -------------------- | --------------------------------------- | -------------------------------------------------------------------------- | -------------- |
| Leeteuk   | Park Jung-soo  | 박정수         | 1 lipca 1983         | Lider, wokalista, raper                 | Super Junior-T; Super Junior-H                                             | Aktywny        |
| Heechul   | Kim Hee-chul   | 김희철         | 10 lipca 1983        | Wokalista, raper                        | Super Junior-T                                                             | Aktywny        |
| Hangeng   | Han Gyeong     | 한경           | 9 lutego 1984        | Wokalista, główny tancerz               | Super Junior-M                                                             | Opuścił zespół |
| Yesung    | Kim Jong-woon  | 김종운         | 24 sierpnia 1984     | Główny wokalista                        | Super Junior-H; Super Junior-K.R.Y                                         | Aktywny        |
| Kangin    | Kim Young-woon | 김영운         | 17 stycznia 1985     | Wokalista                               | Super Junior-T; Super Junior-H                                             | Opuścił zespół |
| Shindong  | Shin Dong-hee  | 신동희         | 28 września 1985     | Główny raper, główny tancerz            | Super Junior-T; Super Junior-H                                             | Aktywny        |
| Sungmin   | Lee Sung-min   | 이성민         | 1 stycznia 1986      | Główny wokalista                        | Super Junior-T; Super Junior-H; Super Junior-M (od 2011)                   | Nieaktywny     |
| Eunhyuk   | Lee Hyuk-jae   | 이혁재         | 4 kwietnia 1986      | Główny tancerz, główny raper, wokalista | Super Junior-T; Super Junior-H; Super Junior-M (od 2011); Super Junior D&E | Aktywny        |
| Donghae   | Lee Dong-hae   | 이동해         | 15 października 1986 | Główny wokalista, główny tancerz, raper | Super Junior-M; Super Junior D&E                                           | Aktywny        |
| Siwon     | Choi Si-won    | 최시원         | 10 lutego 1987       | Wokalista                               | Super Junior-M                                                             | Aktywny        |
| Ryeowook  | Kim Ryeo-wook  | 김려욱         | 21 czerwca 1987      | Główny wokalista                        | Super Junior-K.R.Y; Super Junior-M                                         | Aktywny        |
| Ki-bum    | Kim Ki-bom     | 김기범         | 21 sierpnia 1987     | Główny raper, wokalista                 | –                                                                          | Opuścił zespół |
| Kyuhyun   | Cho Kyu-hyun   | 조규현         | 3 lutego 1988        | Główny wokalista, maknae                | Super Junior-K.R.Y; Super Junior-M                                         | Aktywny        |

### Członkowie podgrup
| Pseudonim   | Pseudonim | Prawdziwe imię | Prawdziwe imię | Data urodzenia       | Pozycja                                 | Podgrupa       | Status         |
| Latynizacja | Hanja     | Latynizacja    | Hangul         | Data urodzenia       | Pozycja                                 | Podgrupa       | Status         |
| ----------- | --------- | -------------- | -------------- | -------------------- | --------------------------------------- | -------------- | -------------- |
| Zhou Mi     | 周覓      | Zhou Mi        | 조미           | 19 kwietnia 1986     | Główny wokalista                        | Super Junior-M | Aktywny        |
| Henry       | 亨利      | Henry Lau      | 헨리 라우      | 11 października 1989 | Główny tancerz, główny raper, wokalista | Super Junior-M | Opuścił zespół |

## Podgrupy
- Super Junior-K.R.Y.
- Super Junior-T
- Super Junior-M
- Super Junior-H
- Super Junior-D&E

## Dyskografia

### Dyskografia koreańska
Albumy studyjne
- Super Junior05 (2005)
- Don’t Don (2007)
- Sorry, Sorry (2009)
- Bonamana (2010)
- Mr. Simple (2011)
- A-Cha (repackage; 2011)
- Sexy, Free & Single (2012)
- Spy (repackage; 2012)
- Mamacita (2014)
- This Is Love (repackage; 2014)
- Devil (2015, kompilacja)
- Magic (repackage; 2015)
- Play (2017)
- Replay (repackage; 2017)
- Time Slip (2019)
- Timeless (repackage; 2020)
- The Renaissance (2021)
- The Road: Keep on Going (2022)

Minialbumy
- One More Time (2018)

### Dyskografia japońska
Albumy studyjne
- Hero (2013)
- Star (2021, kompilacja)

Minialbumy
- I Think U (2020)

### Albumy koncertowe
- Super Show - Super Junior The 1st Asia Tour Concert Album (2008)
- Super Show 2 - Super Junior The 2nd Asia Tour Concert Album (2009)
- Super Show 3 - Super Junior The 3rd Asia Tour Concert Album (2011)
- Super Show 4 - Super Junior The 1st World Tour Concert Album (2012)
- Super Show 5 - Super Junior The 2nd World Tour Concert Album (2013)
- Super Show 6 - Super Junior The 3rd World Tour Concert Album (2014)

## Trasy i koncerty
| Trasy - The 1st Asia Tour – „Super Show” (2008–09) - The 2nd Asia Tour – „Super Show 2” (2009–10) - The 3rd Asia Tour – „Super Show 3” (2010–11) - Super Junior World Tour – „Super Show 4” (2011–12) - Super Junior World Tour – „Super Show 5” (2013–14) - Super Junior World Tour – „Super Show 6” (2014–15) - Super Junior World Tour – „Super Show 7” (2017–18) - Super Junior World Tour – „Super Show 8” (2019–20) Trasy połączone - SMTown Live '07 Summer Concert (2007) - SMTown Live '08 (2008–09) - SM Town Live '10 World Tour (2010–11) - SM Town Live World Tour III (2012–13) - SM Town Week – Treasure Island (2013) - SM Town Live World Tour IV (2014–15) - SM Town Live World Tour V (2016) - SM Town Live World Tour VI (2017) | Trasy podgrup - Super Junior-K.R.Y. - Super Junior-K.R.Y. The 1st Concert (2010–2011) - Super Junior-K.R.Y. Special Winter Concert (2012–2013) - Super Junior-K.R.Y. Japan Tour (2015) - Super Junior-K.R.Y. Asia Tour (2015) - Super Junior-D&E - Super Junior-D&E The 1st Japan Tour (2014) - Super Junior-D&E The 2nd Japan Tour (2015) - Super Junior-D&E Asia Tour (2015) |